# Dysdera espanoli
Dysdera espanoli es una especie de arañas araneomorfas cavernícola de la familia Dysderidae.

## Distribución geográfica
Es endémica del este-sudeste de la península ibérica (España).